# Světový pohár v biatlonu 1977/1978
Světový pohár v biatlonu 1977/78 byla řada závodů biatlonu, kterou zorganizovala Mezinárodní unie moderního pětiboje (Union Internationale de Pentathlon Moderne – UIPM). Sezóna začala 13. ledna 1978 v německém Ruhpoldingu a skončila v dubnu 1978 ve finském Sodankylä. Jednalo se o první sezónu Světového poháru v biatlonu a závodili v ní pouze muži.
Vítězem světového poháru se stal závodník Německé demokratické republiky Frank Ullrich.

## Kalendář
| Místo konání       | Datum               | Vytrvalostní závod | Sprint | Štafeta |
| ------------------ | ------------------- | ------------------ | ------ | ------- |
| Ruhpolding         | 13.–15. ledna 1978  | ●                  | ●      | ●       |
| Antholz-Anterselva | 21.–25. února 1978  | ●                  | ●      | ●       |
| Hochfilzen (MS)    | 2.–5. března 1978   | ●                  | ●      | ●       |
| Murmansk           | 24.–29. března 1978 | ●                  | ●      | ●       |
| Sodankylä          | 1.–? dubna 1978     | ●                  | ●      | ●       |
| Celkem             | Celkem              | 5                  | 5      | 5       |

* Štafety technicky nebyly součástí světového poháru, neboť se jejich výsledky nezapočítavaly do hodnocení žádné z disciplín.

## Podiové výsledky
| 1. zastávka SP v Ruhpoldingu, 14. – 17. ledna 1978 | 1. zastávka SP v Ruhpoldingu, 14. – 17. ledna 1978 | 1. zastávka SP v Ruhpoldingu, 14. – 17. ledna 1978 | 1. zastávka SP v Ruhpoldingu, 14. – 17. ledna 1978 | 1. zastávka SP v Ruhpoldingu, 14. – 17. ledna 1978 |
| -------------------------------------------------- | -------------------------------------------------- | -------------------------------------------------- | -------------------------------------------------- | -------------------------------------------------- |
| Datum                                              | Disciplína                                         | První místo                                        | Druhé místo                                        | Třetí místo                                        |
| 14. ledna 1978                                     | Vytrvalostní závod (20 km)                         | Klaus Siebert                                      | Eberhard Rösch                                     | Andreas Schweiger                                  |
| 15. ledna 1978                                     | Sprint (10 km)                                     | Sigleif Johansen                                   | Eberhard Rösch                                     | Frank Ullrich                                      |

| 2. zastávka SP v Antholzu-Anterselvě, 23. – 26. února 1978 | 2. zastávka SP v Antholzu-Anterselvě, 23. – 26. února 1978 | 2. zastávka SP v Antholzu-Anterselvě, 23. – 26. února 1978 | 2. zastávka SP v Antholzu-Anterselvě, 23. – 26. února 1978 | 2. zastávka SP v Antholzu-Anterselvě, 23. – 26. února 1978 |
| ---------------------------------------------------------- | ---------------------------------------------------------- | ---------------------------------------------------------- | ---------------------------------------------------------- | ---------------------------------------------------------- |
| Datum                                                      | Disciplína                                                 | První místo                                                | Druhé místo                                                | Třetí místo                                                |
| 23. února 1978                                             | Vytrvalostní závod (20 km)                                 | Frank Ullrich                                              | Alexandr Ušakov                                            | Nikolaj Kruglov sr.                                        |
| 25. února 1978                                             | Sprint (10 km)                                             | Klaus Siebert                                              | Eberhard Rösch                                             | Vladimir Barnašov                                          |

| Mistrovství světa v biatlonu 1978 v Hochfilzenu, 2. – 5. března 1978 | Mistrovství světa v biatlonu 1978 v Hochfilzenu, 2. – 5. března 1978 | Mistrovství světa v biatlonu 1978 v Hochfilzenu, 2. – 5. března 1978 | Mistrovství světa v biatlonu 1978 v Hochfilzenu, 2. – 5. března 1978 | Mistrovství světa v biatlonu 1978 v Hochfilzenu, 2. – 5. března 1978 |
| -------------------------------------------------------------------- | -------------------------------------------------------------------- | -------------------------------------------------------------------- | -------------------------------------------------------------------- | -------------------------------------------------------------------- |
| Datum                                                                | Disciplína                                                           | První místo                                                          | Druhé místo                                                          | Třetí místo                                                          |
| 2. března 1978                                                       | Vytrvalostní závod (20 km)                                           | Odd Lirhus                                                           | Frank Ullrich                                                        | Eberhard Rösch                                                       |
| 4. března 1978                                                       | Sprint (10 km)                                                       | Frank Ullrich                                                        | Eberhard Rösch                                                       | Klaus Siebert                                                        |

| 4. zastávka SP v Murmansku, 25. – 28. března 1978 | 4. zastávka SP v Murmansku, 25. – 28. března 1978 | 4. zastávka SP v Murmansku, 25. – 28. března 1978 | 4. zastávka SP v Murmansku, 25. – 28. března 1978 | 4. zastávka SP v Murmansku, 25. – 28. března 1978 |
| ------------------------------------------------- | ------------------------------------------------- | ------------------------------------------------- | ------------------------------------------------- | ------------------------------------------------- |
| Datum                                             | Disciplína                                        | První místo                                       | Druhé místo                                       | Třetí místo                                       |
| 25. března 1978                                   | Vytrvalostní závod (20 km)                        | Nikolaj Kruglov sr.                               | Anatolij Aljabjev                                 | Vladimir Artemjev                                 |
| 27. března 1978                                   | Sprint (10 km)                                    | Frank Ullrich                                     | Nikolaj Kruglov sr.                               | Sigleif Johansen                                  |

| 5. zastávka SP v Sodankylä, 1. – 4. dubna 1978 | 5. zastávka SP v Sodankylä, 1. – 4. dubna 1978 | 5. zastávka SP v Sodankylä, 1. – 4. dubna 1978 | 5. zastávka SP v Sodankylä, 1. – 4. dubna 1978 | 5. zastávka SP v Sodankylä, 1. – 4. dubna 1978 |
| ---------------------------------------------- | ---------------------------------------------- | ---------------------------------------------- | ---------------------------------------------- | ---------------------------------------------- |
| Datum                                          | Disciplína                                     | První místo                                    | Druhé místo                                    | Třetí místo                                    |
| 1. dubna 1978                                  | Vytrvalostní závod (20 km)                     | Klaus Siebert                                  | Vladimir Očněv                                 | Svein Engen                                    |
| 2. dubna 1978                                  | Sprint (10 km)                                 | Vladimir Barnašov                              | Heikki Ikola                                   | Alexandr Tichonov                              |

## Konečná klasifikace
| Pozice | Jméno               | Body | Počet vítězství |
| ------ | ------------------- | ---- | --------------- |
| 01     | Frank Ullrich       | 144  | 3               |
| 02     | Klaus Siebert       | 137  | 3               |
| 03     | Eberhard Rösch      | 133  | 0               |
| 04     | Vladimir Barnašov   | 125  | 1               |
| 05     | Nikolaj Kruglov sr. | 119  | 1               |
| 06     | Alexandr Ušakov     | 113  | 0               |
| 07     | Alexandr Tichonov   | 108  | 0               |
| 08     | Sigleif Johansen    | 104  | 1               |
| 09     | Vladimir Očněv      | 100  | 0               |
| 10     | Alexandr Jelizarov  | 96   | 0               |